# Stephen Mozia
Stephen Mozia (né le 16 août 1993 à Hackensack (New Jersey)) est un athlète nigérian, spécialiste du lancer de poids et du lancer de disque. 

## Biographie
Il est né et a grandi aux États-Unis. En 2012 il représente ce pays aux championnats du monde juniors. Depuis 2014 il concourt pour le Nigeria, ses parents étant natifs de ce pays.
Lançant aussi bien le disque que le poids, Mozia obtient respectivement une 4e et une 3e place aux championnats d'Afrique de 2014.
Début 2016, il lance le poids à 21,11 m lors du meeting Vanderbilt de Nashville, établissant un nouveau record national en salle. Au mois de mai, il bat le record du Nigeria en plein air en réussissant 20,73 m aux Kentucky Relays de Lexington. Il obtient la médaille de bronze au poids lors des championnats d'Afrique 2016 (18,74 m) mais au lancer du disque (59,17 m).
Le 16 juillet 2016, il porte le record national du Nigeria à 20,86 m lors du mémorial Francisco Ramón Higueras, à Andújar.

### Palmarès
| Date                        | Compétition                    | Lieu                        | Résultat                    | Épreuve                     | Marque                      |
| Représentant les États-Unis | Représentant les États-Unis    | Représentant les États-Unis | Représentant les États-Unis | Représentant les États-Unis | Représentant les États-Unis |
| --------------------------- | ------------------------------ | --------------------------- | --------------------------- | --------------------------- | --------------------------- |
| 2012                        | Championnats du monde juniors  | Barcelone                   | 10e                         | Poids                       | 19,45 m                     |
| Représentant le Nigeria     |                                |                             |                             |                             |                             |
| 2014                        | Championnats d'Afrique         | Marrakech                   | 4e                          | Poids                       | 17,65 m                     |
| 2014                        | Championnats d'Afrique         | Marrakech                   | 3e                          | Disque                      | 57,11 m                     |
| 2014                        | Coupe continentale             | Marrakech                   | 7e                          | Disque                      | 57,31 m                     |
| 2016                        | Championnats du monde en salle | Portland                    | 12e                         | Poids                       | 19,84 m                     |
| 2016                        | Championnats d'Afrique         | Durban                      | 3e                          | Poids                       | 19,84 m                     |
| 2016                        | Championnats d'Afrique         | Durban                      | 3e                          | Disque                      | 59,16 m                     |

### Records
| Épreuve | Épreuve   | Performance | Lieu           | Date            |
| ------- | --------- | ----------- | -------------- | --------------- |
| Poids   | Plein air | 21,76 m NR  | Ústí nad Labem | 19 juillet 2016 |
| Poids   | En salle  | 21,11 m NR  | Nashville      | 30 janvier 2016 |
| Disque  | Plein air | 62,80 m     | Jacksonville   | 31 mai 2014     |